# (24750) Ohm
(24750) Ohm  es un asteroide perteneciente al cinturón de asteroides, descubierto el 24 de septiembre de 1992 por Freimut Börngen y Lutz Dieter Schmadel desde el Observatorio Karl Schwarzschild, en Alemania.

## Designación y nombre
Ohm se designó inicialmente como 1992 SR17.
Más adelante fue nombrado en honor al físico alemán  Georg Simon Ohm (1789-1854).

## Características orbitales
Ohm orbita a una distancia media del Sol de 2,8367 ua, pudiendo acercarse hasta 2,6599 ua y alejarse hasta 3,0134 ua. Tiene una excentricidad de 0,0623 y una inclinación orbital de 1,7410° grados. Emplea en completar una órbita alrededor del Sol 1745 días.

## Características físicas
Su magnitud absoluta es 14,8.